# 埃特納-特羅伊鎮區 (印第安納州惠特利縣)
埃特納-特羅伊鎮區（英語：Etna-Troy Township）是位於美國印地安納州惠特利縣的一個行政鎮區。

## 地方資料
根據2010年美國人口普查的數據，埃特納-特羅伊鎮區的面積為93.30平方千米，當中陸地面積為91.10平方千米，而水域面積為2.20平方千米。當地共有人口1889人，而人口密度為每平方千米20.25人。